# Olympiakos B.C. B Development Team
L'Olympiacos B.C. B Development Team (nomi alternativi: Olympiacos II, Olympiacos 2), noto per ragioni di sponsorizzazione come Olympiacos B.C. B Piraeus Bank è una società cestistica greca avente sede nella città di Pireo, Attica. Fondata nel 2019, è la squadra riserve dell'Olympiakos.

## Storia
L'Olympiacos Basketball Club B è stato fondato nel 2019 come la squadra delle riserve della squadra greca dell'Olympiakos Piraeus che partecipa all'Eurolega. Per la sua stagione inaugurale, il club è stato registrato nell'A2 Ethniki, il secondo livello del campionato greco. Il 3 ottobre 2019 la squadra ha annunciato un contratto di sponsorizzazione con la Piraeus Bank.
La prima stagione del nuovo club ha visto la squadra guidata da Dīmītrīs Tsaldarīs impegnata nella A2 Basket League 2019-2020, la quale tuttavia è stata interrotta a causa della pandemia di COVID-19 con i biancorossi al sesto posto (considerando anche i 6 punti di penalizzazione ereditati dalla stagione precedente dell'Olympiakos).
L'anno seguente, l'Olympiakos B ha chiuso la poule promozione della A2 Basket League 2020-2021 al secondo posto, ma ha poi vinto i play-off ed è dunque salito nella massima serie. Questa promozione è stata sfruttata dalla prima squadra dell'Olympiakos (che nelle due stagioni precedenti aveva militato solo in Eurolega) per tornare a partecipare al campionato di A1 dopo la retrocessione a tavolino di due anni prima.

## Roster 2020-2021
Aggiornato al 3 ottobre 2020.
| Olympiakos B Piraeus Bank 2020-2021 | Olympiakos B Piraeus Bank 2020-2021 |
| Giocatori                           | Staff tecnico                       |
| ----------------------------------- | ----------------------------------- |

| N. | Naz.                                 | Ruolo | Nome                   | Anno | Alt.   | Peso   |  |
| -- | ------------------------------------ | ----- | ---------------------- | ---- | ------ | ------ |  |
| 1  | Grecia (bandiera)                    | GA    | Stathīs Papadionysiou  | 1992 | 197 cm | 95 kg  |  |
| 3  | Grecia (bandiera)                    | AG    | Valantīs Kourtidīs     | 2001 | 204 cm | 100 kg |  |
| 4  | Grecia (bandiera)                    | PG    | Īlias Mōraitīs         | 2001 | 191 cm | 79 kg  |  |
| 5  | Grecia (bandiera)                    | PG    | Alexandros Nikolaidīs  | 2002 | 190 cm | 79 kg  |  |
| 6  | Grecia (bandiera)                    | P     | Iosīf Koloveros        | 2002 | 186 cm | 84 kg  |  |
| 7  | Grecia (bandiera)                    | C     | Nikos Kampourīs        | 1992 | 204 cm | 113 kg |  |
| 9  | Grecia (bandiera)                    | P     | Apollōn Tsochlas       | 1983 | 189 cm | 89 kg  |  |
| 10 | Grecia (bandiera)                    | AP    | Dionysīs Skoulidas     | 1997 | 201 cm | 98 kg  |  |
| 12 | Grecia (bandiera)                    | C     | Kōstas Kadras          | 2001 | 205 cm | 120 kg |  |
| 14 | Grecia (bandiera)                    | AC    | Vasilīs Chrīstidīs     | 1998 | 208 cm | 109 kg |  |
| 18 | Grecia (bandiera)                    | G     | Sōtīrīs Oikonomopoulos | 2003 | 195 cm | 91 kg  |  |
| 19 | Grecia (bandiera)                    | AC    | Panagiōtīs Tsamīs      | 2002 | 205 cm | 95 kg  |  |
| 20 | Cipro (bandiera) · Grecia (bandiera) | AP    | Zayd Muosa             | 2003 | 199 cm | 91 kg  |  |
| 21 | Grecia (bandiera)                    | C     | Petros Melissaratos    | 1993 | 206 cm | 120 kg |  |

| Allenatore                                                                                      |
| - Dīmītrīs Tsaldarīs                                                                            |
| Assistente/i                                                                                    |
| - Nikos Mparlos, Antonīs Kourmoulīs Legenda - (C) Capitano - (IN) Inattivo - Infortunato Roster |